# Polana reglowa

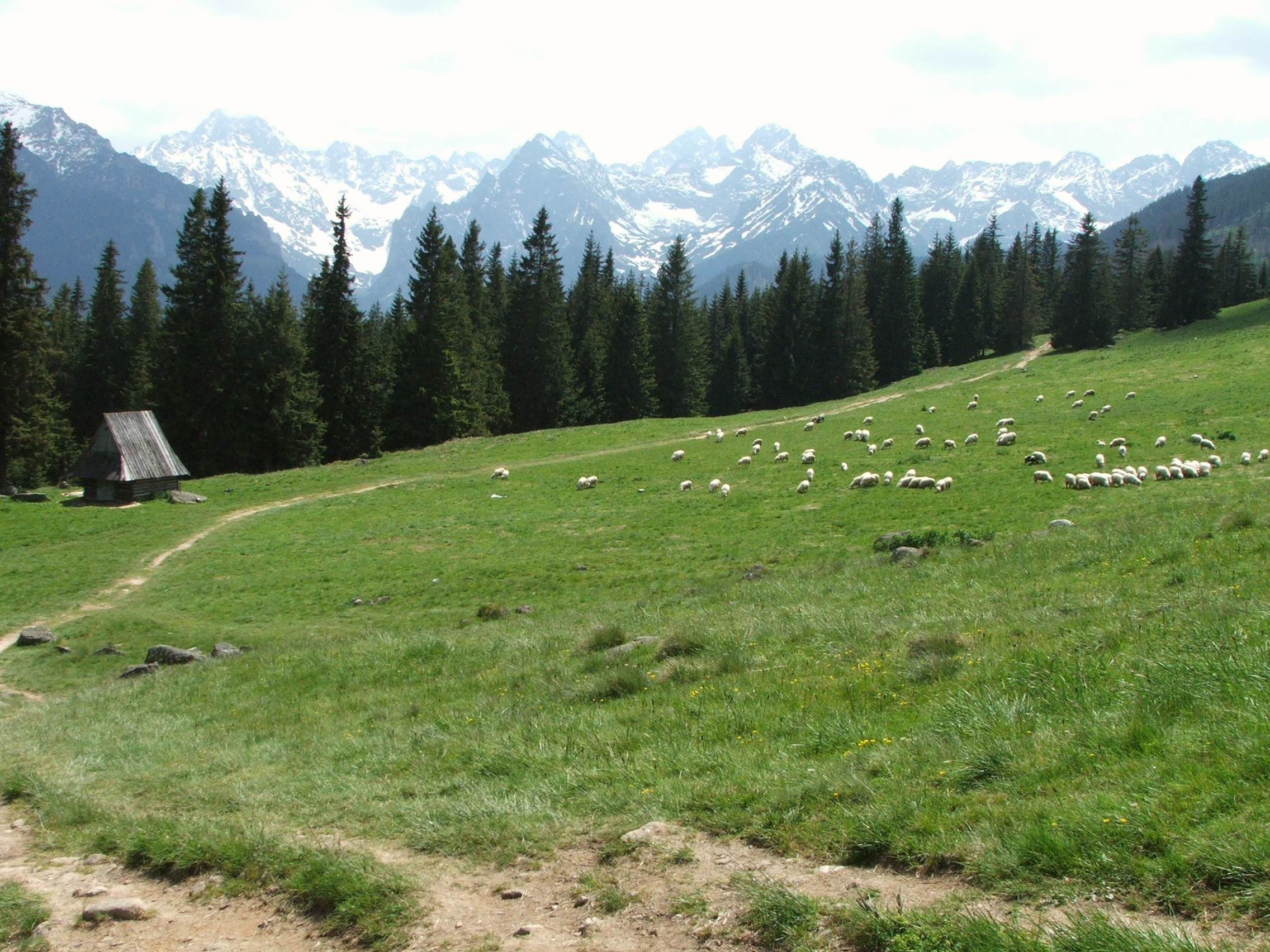
Rusinowa Polana

Polana reglowa – półnaturalne zbiorowisko roślinne powstałe w wyniku wyrąbania lasu reglowego (regla dolnego lub górnego) bądź kosodrzewiny, użytkowane jako pastwisko dla bydła i owiec lub łąka kośna. Skutkiem nadmiernego wypasu przy braku nawożenia organicznego jest powstawanie tzw. psiarów o niskiej wartości użytkowej.
Często polany reglowe określane są mianem hal.